# Vanadis nans
Vanadis nans är en ringmaskart som först beskrevs av Chamberlin 1919.  Vanadis nans ingår i släktet Vanadis och familjen Alciopidae. Inga underarter finns listade i Catalogue of Life.